# Gail Godwin

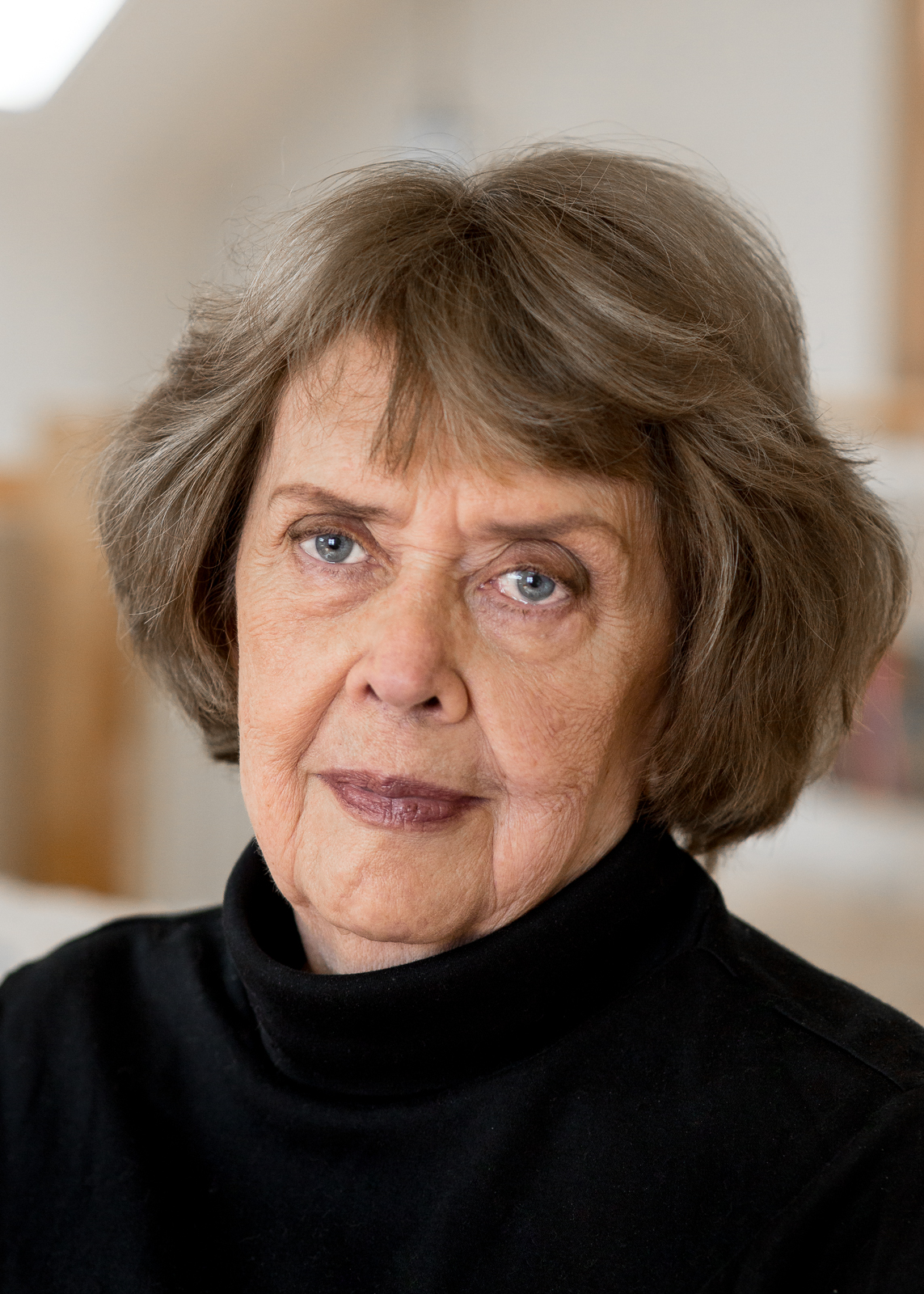
Gail Godwin

Gail Godwin, född 18 juni 1937 i Birmingham, Alabama, är en amerikansk författare.